# Dolánky (Bítouchov)
Dolánky jsou malá vesnice v okrese Mladá Boleslav, část obce Bítouchov. Nachází se dva kilometry severovýchodně od Bítouchova.

## Historie
První písemná zmínka o vesnici pochází z roku 1465.